# Stanisława Kowalska
Stanisława Kowalska zd. Wojtczak (ur. 9 listopada 1933 r. w Golinie - zm. 1 sierpnia 2024 r. w Jarocinie) - wielkopolska twórczyni ludowa, hafciarka, specjalizująca się haftowaniu (snutka golińska), układaniu i konserwacji czepców. Laureatka Nagrody im. Oskara Kolberga z 2018 roku.  

## Życiorys
Urodziła się w Golinie, w której całe życie mieszkała. Haftować nauczyła się w wieku kilkunastu lat, biorąc udział w kursie hafciarskim zorganizowanym w 1949 roku przez Helenę Bernasowską (uczennicę Heleny Moszczeńskiej). Przez wiele lat wykonywała hafty białe na płótnie i na tiulu, w tym snutkę golińską. Wzory czerpała od starszych mieszkanek Goliny. Wykonywała prace na potrzeby prywatne, dla zespołów folklorystycznych, a także dla Spółdzielni "Cepelia". Tworzyła czepce, fartuchy, kryzy, galanterię stołową oraz obrusy ołtarzowe. Brała udział w konkursach organizowanych przez instytucje kultury. Za swoje prace otrzymywała nagrody i wyróżnienia. Jej prace znajdują się w zbiorach m.in. Muzeum Etnograficznego w Poznaniu, Muzeum Okręgowego Ziemi Kaliskiej oraz Muzeum Regionalnego w Jarocinie.  
Była jedną z nielicznych w Wielkopolsce czepkarek, które układają, rekonstruują lub konserwują czepki do strojów ludowych (szamotulskich, biskupiańskich, jarocińskich, kaliskich).  
W 2017 r. była uczestniczką programu stypendialnego Ministerstwa Kultury i Dziedzictwa Narodowego pt. Mistrzyni czepców. Warsztaty haftowania i układania czepców Stanisławy Kowalskiej z Goliny, w ramach którego uczyła haftować i układać czepce.  

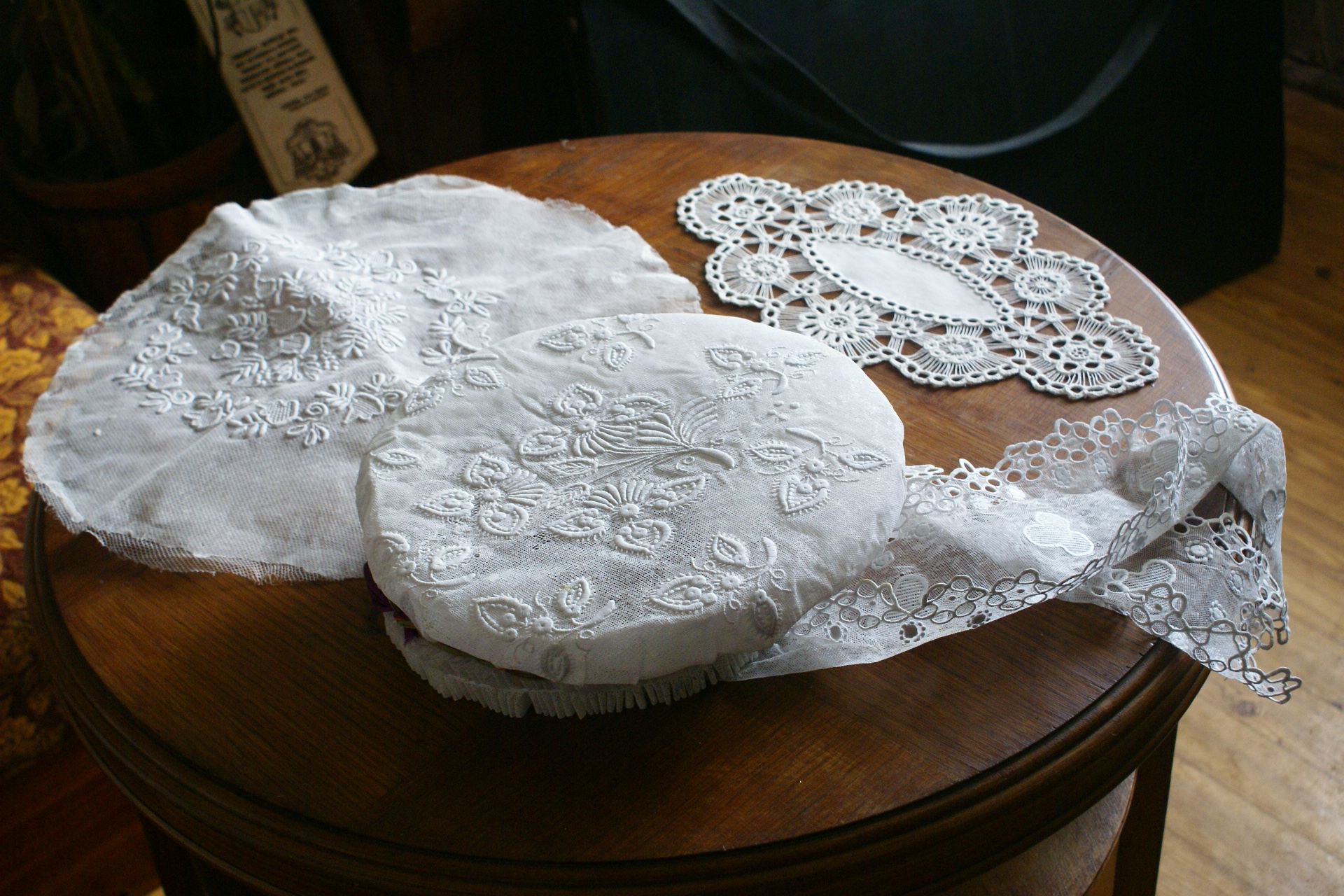
Czepki wykonane przez Stanisławę Kowalską

## Odznaczenia
- 1987 – I nagroda w Konkursie Twórczość Ludowa w „Kręgu Folkloru” zorganizowanego przez Centralny Związek Spółdzielni Rękodzieła Ludowego i Artystycznego „Cepelia” w Warszawie oraz Spółdzielnię Pracy Wytwórców Rękodzieła Ludowego i Artystycznego Folklor w Poznaniu
- 1988 – II nagroda w kategorii strojów kompletnych w konkursie na współczesny strój regionalny zorganizowany przez Muzeum Etnograficzne we Włocławku
- 2017 – laureatka odznaki honorowej „Za Zasługi dla Województwa Wielkopolskiego”
- 2018 – Nagroda im. Oskara Kolberga w kategorii: twórczość plastyczna, zdobnictwo, rękodzieło i rzemiosło ludowe, folklor muzyczno-taneczny
- 2018 – wyróżnienie za pracę „Serce komunijne” w kategorii „Koronka – tradycja” w VIII Konkursie Sztuki Ludowej organizowanym przez Muzeum Częstochowskie

- 2024 - złota odznaka Polskiej Sekcji CIOFF Artis Meritoria w kategorii Materialne dziedzictwo kultury (wręczona pośmiertnie 16 listopada 2024 r.)

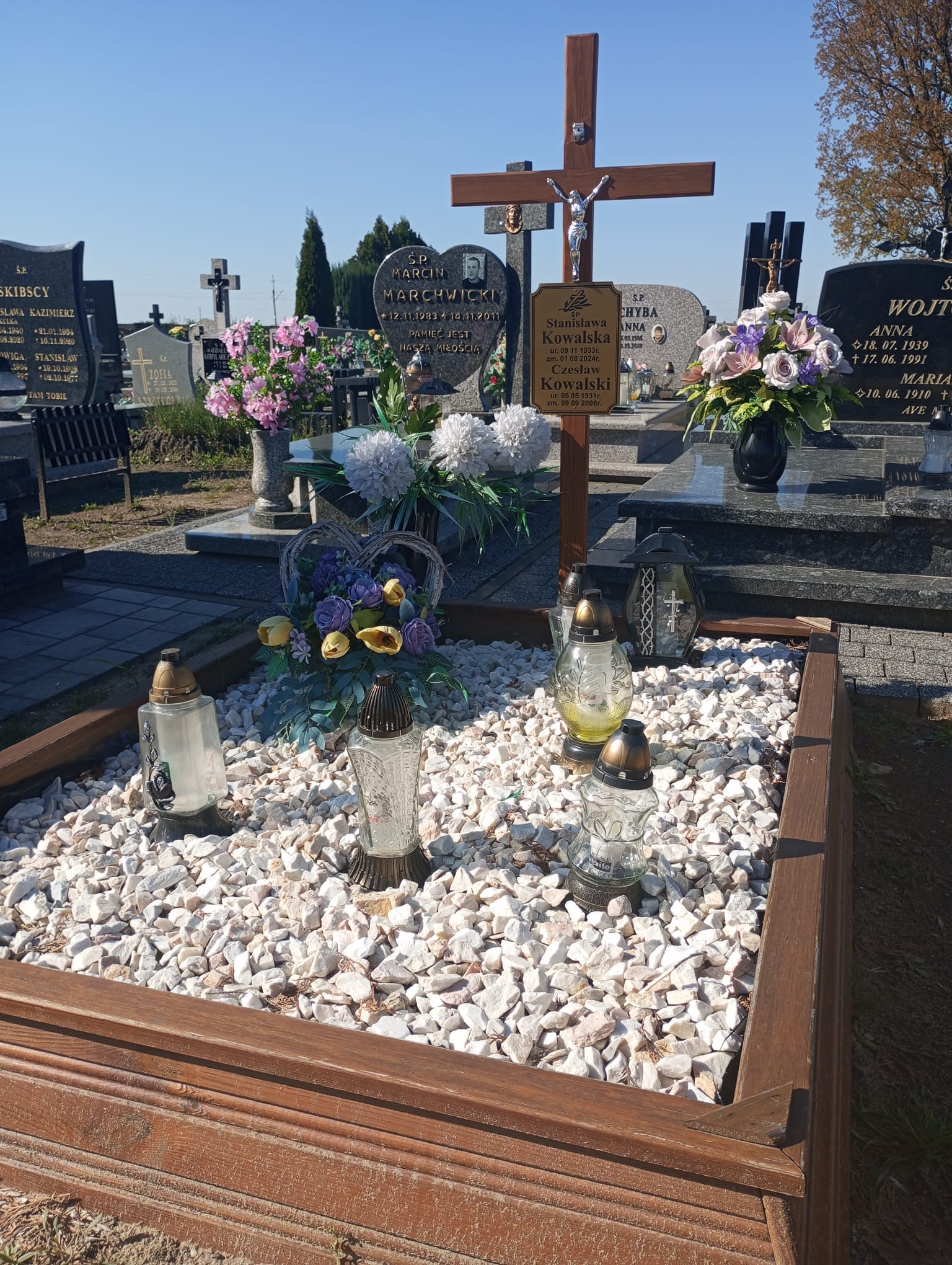
Grób Stanisławy Kowalskiej